# Børn i Afrika
Børn i Afrika er en dansk forening, der i samarbejde med Folkekirkens Nødhjælp yder støtte til arbejdet for de værst stillede børn i Afrika. Den er blandt andet involveret i skoleprojekter til fordel for forældreløse børn i Kampala og i Rakai-distriktet i Uganda. Foreningen blev stiftet i 1998 efter en koncertturné, hvor African Children's Choir optrådte rundt omkring i Danmark. Foreningen har ca. 400 medlemmer, men mange flere bidragydere. Af underprojekter kan nævnes: husbyggeprojekt  hvor man kan købe en anpart i et hus for en meget fattig familie der bor under usle forhold, blyantsprojektet der sørger for skolematerialer til mere end 1000 børn på skoler i landdisktrikterne,  skolesponsorater til forældreløse børn i slumkvarterer og i fattige landområder der er hårdt ramt af HIV/AIDS-smitte. Børn i Afrika har gennemført 14 studieture til Uganda og Kenya med det formål at studere forskellige udviklingsprojekter. Foreningen udgiver et trykt medlemsblad 3 gange årligt. 